# 우에스기 요시노리

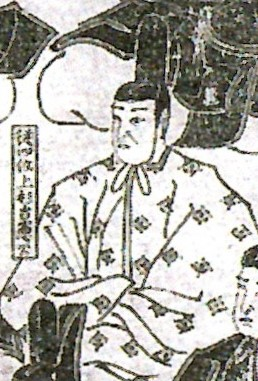
우에스기 요시노리

우에스기 요시노리(일본어: 上杉吉憲, 1684년 12월 14일 ~ 1722년 6월 14일)는 일본 에도 시대의 다이묘로, 요네자와번의 5대 번주이다. 관위는 종4위하, 민부대보, 시종이다.
조쿄 원년(1684년) 11월 8일, 요네자와 번의 4대 번주 우에스기 쓰나노리의 맏아들로 태어났다. 서자였으나 쓰나노리와 정실부인 사이에 자식이 없었으므로, 정실의 양자가 되어 기헤이지(喜平次)라는 이름을 받고 정식으로 세자가 되었다. 겐로쿠 11년(1698년)에 원복식을 행하였고, 요시노리라 개명하였다. 겐로쿠 16년(1703년) 8월 21일, 아버지가 은거함에 따라 번주직을 계승했다.
호에이 원년(1704년) 9월, 가문을 계승한 직후 에도 막부로부터 에도 성 한조몬(半蔵門), 시미즈몬(清水門)의 성벽 공사를 명령받았다. 호에이 2년(1705년)에 처음으로 요네자와에 들어왔고, 이해에 가타야마 겐쿄(片山元僑)를 요네자와로 초청했다. 교호 4년(1719년)에는 동생 우에스기 가쓰치카에게 영지 1만 석을 분여하여 지번인 요네자와 신덴 번을 성립시켰다. 에도 성 성벽 공사 등으로 인해 번의 재정 궁핍은 심해졌고, 산킨코타이 비용조차 모자라게 되어, 교호 5년(1720년)의 산킨코타이 때는 번사의 봉록과 임시 세금을 갹출해서 에도로 가는 경비를 마련하기도 했다.
교호 7년(1722년) 5월 1일, 39세의 나이로 사망하였다. 맏아들 우에스기 무네노리가 그 뒤를 이었다.
| 전임 우에스기 쓰나노리 | 제5대 요네자와번 번주 1703년 ~ 1722년 | 후임 우에스기 무네노리 |